# Polymorphus strumosoides
Polymorphus strumosoides es una especie de gusano del género Polymorphus, familia Polymorphidae. Fue descrita por Lundström en 1942. Se encuentra en la provincia de Alberta, Canadá, América del Norte; Europa y Asia del Norte. Suele habitar en Gammarus lacustris.
Tiene similitud morfológica con Polymorphus swartzi, diferenciándose de él en su forma del cuerpo, su armadura de la probóscide, su distribución de las espinas del tronco, su forma de los lemniscos y el tamaño de sus huevos.